# Sophia Amalia Marschalk
Sophia Amalia Marschalk, även kallad Anna Marschalk, var en svensk (ursprungligen dansk) hovfunktionär. Hon var kammarfröken och gunstling hos drottning Ulrika Eleonora den äldre.  
Hon blev hovfröken hos prinsessan Ulrika Eleonora av Danmark 1678, och följde med till dennas bröllop i Sverige 1680. I Sverige hade Marschalk rent formellt sett aldrig tjänst som hovdam, men hon stannade kvar hos Ulrika Eleonora under hela dennas tid som drottning, och tjänstgjorde i praktiken som kammarjungfru (kammarfröken): trots att hon formellt inte stod inskriven som hovdam bespisades hon liksom de övriga hovdamerna av hovförtäringen. 
Hon var en nära vän och favorit hos Ulrika Eleonora och sades åtnjuta dennas "varmaste vänskap och fullaste förtroende", och tillsammans med överhovpredikanten Johan Carlberg, överhovmästarinnan Maria Elisabeth Stenbock och Anna Maria Clodt ska hon ha tillhört dennas närmaste umgänge. Det var hon som hade i uppgift att administrera Ulrika Eleonoras omfattande välgörenhetsprojekt som sekreterare. 
Marschalk var en betydelsefull person vid hovet på grund av sin närhet till Ulrika Eleonora och möjlighet att skaffa andra tillträde till henne, och detta gjorde henne så eftersökt av supplikanter att hon en gång sades ha varit svårare att få tag på än Ulrika Eleonora själv. Ett exempel på detta var Catharina Wallenstedt, som 1685 nämner att hon var svårare att få tillgång till än drottningen: då Marschalk ett år senare slutligen besökte henne, beskriver hon sig själv lika nöjd som om drottningen själv hade kommit och tillägger att många skulle ha avundats henne detta. Hon fick ett positivt omdöme av den svenska samtiden och berömdes för sin konversationsförmåga.      
Efter Ulrika Eleonoras död 1693 lämnade hon Sverige och bosatte sig i Tyskland, där hon blev abbedissa i ett evangeliskt kloster. Efter en tid lämnade hon dock klostret och övergick i Pfalz till katolicismen. Hon avled i Paris. 